# Dipeptidyl peptidase-4
La dipeptidyl peptidase-4 (DPP4), également connue sous le nom anglais : adenosine deaminase complexing protein 2 (ADCP2), et CD26 (cluster de différenciation 26) est une protéine qui, chez l'homme, est codée par le gène DPP4 situé sur le chromosome 2 humain.
L'abréviation DPP4 désigne indifféremment la protéine et le gène humain.

## Fonctions

GLP-1 et diabète

La protéine codée par le gène DPP4 est une enzyme antigénique exprimée à la surface de la plupart des types de cellules. Elle est associée à la régulation immunitaire, à la transduction de signal et à l'apoptose.
Il s'agit d'une glycoprotéine membranaire et d'une exopeptidase à sérine qui coupe les dipeptides X-proline (où X désigne un acide aminé) à partir de l'extrémité N-terminale.
Il s'agit aussi d'une enzyme peu spécifique pour laquelle on connait un large éventail de substrats qu'il dégrade : peptides contenant de la proline (ou de l'alanine), tels que des facteurs de croissance, des chimiokines, des neuropeptides,  et des peptides vasoactifs. Il permet ainsi la dégradation du CXCL12, l'interleukine 3, l'érythropoïétine et le facteur stimulant les colonies de granulocytes et de macrophages.
Il permet également une stimulation des lymphocytes T. Son inhibition permettrait ainsi de prévenir la réaction du greffon contre l'hôte.
La DPP4 est proche de la Fibroblast activation protein, alpha (en) (FAP), de l'attractine (en), de la DPP8 (en) et de la DPP9 (en).
La DPP4 joue un rôle majeur dans le métabolisme du glucose. Elle est responsable de la dégradation des incrétines tels que le glucagon-like peptide-1 et le gastric inhibitory polypeptide ou glucose-dependent insulinotropic peptide (GIP). En outre, la DPP4 semble fonctionner comme un inhibiteur dans le développement du cancer et des tumeurs,,.

## Cible thérapeutique
L'inhibition de la DPP4 par la gliptine entraîne une augmentation importante de la concentration de GLP-1 et de GIP qui provoquent une augmentation de la sécrétion d'insuline et une diminution de la sécrétion de glucagon, propriété permettant d'améliorer l'équilibre en sucre chez le diabétique.